# Rezerwat przyrody Veľký Javorník
Rezerwat przyrody Veľký Javorník (słow. národná prírodná rezervácia Veľký Javorník) – rezerwat przyrody w północno-zachodniej Słowacji. Powierzchnia rezerwatu wynosi 13,95 ha. Obowiązuje w nim 5. (w pięciostopniowej skali) stopień ochrony.

## Położenie
Rezerwat leży w grupie górskiej Jaworniki w Karpatach Zachodnich. Obejmuje północne stoki najwyższego masywu tego pasma, Wielkiego Jawornika (1071 m n.p.m.). Leży w granicach katastralnych wsi Makov w powiecie Czadca w kraju żylińskim. Znajduje się w granicach Obszaru Chronionego Krajobrazu Kysuce.

## Historia
Rezerwat został powołany decyzją Komisji ds. Kultury i Informacji Słowackiej Rady Narodowej nr 6 z 25 kwietnia 1967 r.

## Charakterystyka
Rezerwat obejmuje fragment lasu dolnoreglowego o charakterze zbliżonym do pierwotnego, rosnącego w strefie przygrzbietowej najwyższej partii Jaworników, na podłożu budowanym przez piaskowce fliszu karpackiego. Teren rezerwatu obejmuje północne stoki średnio stromego w tym miejscu i słabo rozczłonkowanego głównego grzbietu Jaworników biegnącego od szczytu Wielkiego Jawornika ku północnemu wschodowi. Obszar chroniony rozciąga się w przybliżeniu od poziomicy ok. 970 m n.p.m. po sam wierzchołek Wielkiego Jawornika i wspomniany grzbiet. Oprócz głównych gatunków lasotwórczych, buka i jodły, rosną tu dorodne, ugałęzione do samej ziemi osobniki świerka pospolitego.
Specyficzny charakter tej fitocenozie nadaje warstwa runa, w której dominują rośliny o wysokim wzroście, jak kilka gatunków paproci, typowa dla Karpat jeżyna gruczołowata, starzec gajowy i gajowiec żółty. Poza tym rosną tu borówka czarna, marzanka wonna, szczawik zajęczy i in.

## Cel powołania
Rezerwat powołano w celu zachowania cennego z punktu widzenia nauk przyrodniczych i leśnictwa zespołu lasu jodłowo-bukowego Abieto-Fagetum, charakterystycznego dla grzbietowych partii tej części Karpat.